# Elecciones municipales de 2015 en Talavera de la Reina
Las elecciones municipales de 2015 se celebraron en Talavera de la Reina el domingo 24 de mayo, de acuerdo con el Real Decreto de convocatoria de elecciones locales en España dispuesto el 30 de marzo de 2015 y publicado en el Boletín Oficial del Estado el día 31 de marzo. Se eligieron los 25 concejales del pleno del Ayuntamiento de Talavera de la Reina, a través de un sistema proporcional (método d'Hondt), con listas cerradas y un umbral electoral del 5 %.

## Resultados
Los resultados completos se detallan a continuación:
| Candidatura                                          | Candidatura                                          | Votos  | %                                       | Escaños                                 |
| ---------------------------------------------------- | ---------------------------------------------------- | ------ | --------------------------------------- | --------------------------------------- |
|                                                      | Partido Popular (PP)                                 | 15 859 | 39,48                                   | 11                                      |
|                                                      | Partido Socialista Obrero Español (PSOE)             | 12 822 | 31,92                                   | 8                                       |
|                                                      | Ganemos Talavera-CLM (Ganemos)                       | 5862   | 14,59                                   | 4                                       |
|                                                      | Ciudadanos-Partido de la Ciudadanía (Cs)             | 3489   | 8,69                                    | 2                                       |
| Partido Animalista Contra el Maltrato Animal (PACMA) | Partido Animalista Contra el Maltrato Animal (PACMA) | 978    | 2,43                                    | 0                                       |
| Unión Progreso y Democracia (UPyD)                   | Unión Progreso y Democracia (UPyD)                   | 527    | 1,31                                    | 0                                       |
| Votos en blanco                                      | Votos en blanco                                      | 633    | 1,58                                    | n/a                                     |
| Votos válidos                                        | Votos válidos                                        | 40 170 | 100,00                                  | 25                                      |
| Votos nulos                                          | Votos nulos                                          | 734    | Participación: · \| \| 64,54 % \| 6,31% | Participación: · \| \| 64,54 % \| 6,31% |
| Votantes                                             | Votantes                                             | 40 904 | Participación: · \| \| 64,54 % \| 6,31% | Participación: · \| \| 64,54 % \| 6,31% |
| Electores                                            | Electores                                            | 63 373 | Participación: · \| \| 64,54 % \| 6,31% | Participación: · \| \| 64,54 % \| 6,31% |
|                                                      | 64,54 %                                              |        |                                         |                                         |

## Concejales electos
Relación de concejales electos:
| N.º | Nombre                             | Lista | Lista   |
| --- | ---------------------------------- | ----- | ------- |
| 1   | Jaime Alberto Ramos Torres         |       | PP      |
| 2   | Francisco Javier Corrochano Moreno |       | PSOE    |
| 3   | María Rodríguez Ruiz               |       | PP      |
| 4   | Flora María Bellón Aguilera        |       | PSOE    |
| 5   | Sonsoles Arnao Carrera             |       | Ganemos |
| 6   | Arturo Castillo Pinero             |       | PP      |
| 7   | José Gutiérrez Muñoz               |       | PSOE    |
| 8   | Ana Santamaría Rivera              |       | PP      |
| 9   | Jonatan Bermejo Corrochano         |       | Cs      |
| 10  | Raquel Vetas Rueda                 |       | PSOE    |
| 11  | José Luis Muelas Jiménez           |       | PP      |
| 12  | Miguel Ángel Sánchez Pérez         |       | Ganemos |
| 13  | María Victoria González Vilches    |       | PP      |
| 14  | Luis Manuel Flores Díaz            |       | PSOE    |
| 15  | Santiago Serrano Godoy             |       | PP      |
| 16  | María Monserrat Muro Martín        |       | PSOE    |
| 17  | María Lucía Pérez Sedeño           |       | PP      |
| 18  | Carmen Aceituno López              |       | Ganemos |
| 19  | David Gómez Arroyo                 |       | PSOE    |
| 20  | Antonio Álvarez Rodríguez          |       | PP      |
| 21  | Carlos Arturo Cabrera Bretón       |       | Cs      |
| 22  | María Nieves Arriero Bernabé       |       | PSOE    |
| 23  | María de los Ángeles Núñez Cano    |       | PP      |
| 24  | Juan Pedro Ayuso Cazorla           |       | Ganemos |
| 25  | Florencio Gutiérrez Rodríguez      |       | PP      |

## Acontecimientos posteriores
En la sesión de investidura celebrada el 13 de junio de 2015 ningún candidato obtuvo la mayoría absoluta de los votos del pleno, por lo que el candidato de la lista con más votos en las elecciones, el alcalde saliente Jaime Ramos (PP; 11 votos de concejales) fue reelegido alcalde del municipio. Los concejales de Cs manifestaron que preferían que gobernase la lista más votada. Antes de la investidura, el 8 de junio, se anunció que PP y Cs habían alcanzado un acuerdo por el cual los dos concejales del segundo grupo se abstendrían en la votación, permitiendo la investidura de Ramos.